# Кутівадзе Сергій Іванович
Сергій Іванович Кутівадзе або Серго Кутівадзе (груз. სერგო კუტივაძე; 16 жовтня 1944, Алма-Ата, Казахська РСР, СРСР — 8 червня 2017, Тбілісі, Грузія) — радянський футболіст, що грав на позиції півзахисника. Заслужений тренер Грузинської РСР.

## Спортивна кар'єра
Вихованець дитячо-юнацької спортивної школи міста Кутаїсі. У 1960—1961 роках виступав за місцеву команду «Імереті». Своєю грою привернув увагу керівництва кутаїського «Торпедо», до складу якого приєднався наступного сезону. В чемпіонаті СРСР дебютував 31 березня 1963 року. Домашній матч з командою «Крила Рад» з Куйбишева завершився внічию (1:1). З 1965 року — «Майстер спорту». За чотири сезони в класі «А» провів 128 ігор (9 забитих м'ячів).
У складі збірної СРСР провів один офіційний матч, проти команди Югославії 4 вересня 1965 року (нічия 0:0). У листопаді-грудні брав участь у турне по Південній Америці. Радянська команда провела три офіційних матча: проти збірних Бразилії (2:2), Аргентини (1:1) й Уругвая (3:1). Сергій Кутівадзе виступав у двох неофіційних поєдинках: зі збірною бразильського штату Мінас-Жерайс (нічия 0:0) і чилійською командою «Коло-Коло» (поразка 1:3).
Мав запрошення від московських команд «Торпедо», «Динамо» і «Спартак». Але за рішенням Спорткомітету Грузинської РСР, 1967 року перейшов до тбіліського «Динамо». Протягом перших п'яти сезонів був основним гравцем команди. Володар трьох бронзових медалей чемпіонату СРСР, фіналіст кубка СРСР 1970 року. Всього провів 247 лігових ігор (22 забитих м'ячі).
З 1974 по 1984 рік входив до тренерського штабу тбіліського «Динамо». У цей час був помічником Гіві Чохелі, Михайла Якушина, Нодара Ахалкаці і Давида Кіпіані. За перемогу у кубку СРСР-76 отримав звання «Заслужений тренер Грузинської РСР» (разом з Нодаром Ахалкаці, Славою Метревелі і Ніязі Дзяпшиною). Протягом наступних сезонів команда здобула перемоги у чемпіонаті СРСР (1978), кубку СРСР (1979) і кубку володарів кубків європейських країн (1981). 1983 року обіймав посаду начальника команди.
Десять років працював в органах Міністерства внутрішніх справ СРСР і Грузії. В сезоні 1994/95 очолював найвідомішу грузинську команду (перемоги в національному чемпіонаті і кубку Грузії). Восени 1997 року — головний тренер кутаїського «Торпедо».

## Досягнення
Гравець
- Третій призер чемпіонату СРСР (3): 1967, 1969, 1971
- Фіналіст кубка СРСР (1): 1970

Тренер
- Чемпіон Грузії (1): 1995
- Володар кубка Грузії (1): 1995

## Статистика
Статистика клубних виступів:
| Сезон             | Команда           | Чемпіонат         | Чемпіонат | Чемпіонат | Кубок | Кубок |
| Сезон             | Команда           | Ліга              | Ігри      | Голи      | Ігри  | Голи  |
| ----------------- | ----------------- | ----------------- | --------- | --------- | ----- | ----- |
| 1963              | «Торпедо» Кт      | Д-1               | 34        | 2         |       |       |
| 1964              | «Торпедо» Кт      | Д-1               | 33        | 1         |       |       |
| 1965              | «Торпедо» Кт      | Д-1               | 25        | 2         |       |       |
| 1966              | «Торпедо» Кт      | Д-1               | 36        | 4         |       |       |
| 1967              | «Динамо» Тб       | Д-1               | 22        | 0         | 2     | 0     |
| 1968              | «Динамо» Тб       | Д-1               | 28        | 1         | 2     | 0     |
| 1969              | «Динамо» Тб       | Д-1               | 19        | 4         | 1     | 0     |
| 1970              | «Динамо» Тб       | Д-1               | 25        | 7         | 5     | 1     |
| 1971              | «Динамо» Тб       | Д-1               | 20        | 1         | 5     | 0     |
| 1972              | «Динамо» Тб       | Д-1               | 5         | 0         | 5     | 0     |
| Усього за кар'єру | Усього за кар'єру | Усього за кар'єру | 247       | 22        | 20    | 1     |

Статистика виступів за збірну:
| Дата       | Місто  | Господарі | Результат | Гості     | Турнір           | Голи | Примітки |
| ---------- | ------ | --------- | --------- | --------- | ---------------- | ---- | -------- |
| 04/09/1965 | Москва | СРСР      | 0 – 0     | Югославія | товариський матч | -    |          |
| Усього     |        | Матчів    | 1         |           | Голів            | 0    |          |